# Feminisme a França
El feminisme a França es refereix a la història del pensament i moviment feminista a França. Es pot dividir en tres onades principals, la primera de les quals es va centrar principalment a l'obtenció del sufragi i drets civils per a les dones. Es va estendre des de la Revolució Francesa fins a la Segona i Tercera República Francesa, amb contribucions significatives dels moviments revolucionaris de 1848 i la Comuna de París, i va culminar amb la victòria del dret a vot el 1944.
La segona onada de teoria feminista es va estendre entre la dècada de 1940 i la de 1990, i va aparèixer com a reavaluació del paper de la dona a la societat, reconciliant el tractament inferior de la dona a la societat malgrat el seu estatus polític ostensiblement igual al dels homes. Encapçalada per teòrics com Simone de Beauvoir, la segona onada va ser un corrent important dins de la inestabilitat social que va portar i seguir els fets de maig de 1968 a França. Entre els objectius polítics hi havia la garantia de major autonomia corporal per a les dones, especialment a través d'un accés ampliat a l'avortament i a la contracepció.
La tercera onada de teoria feminista va començar a partir de la dècada del 2000, i continua el llegat de la segona onada afegint-hi elements de crítica postcolonial, juntament amb altres discursos en curs, especialment els que envolten el racisme.